# 加古川市警察
加古川市警察（かこがわしけいさつ）は、かつて存在した兵庫県加古川市の自治体警察。

## 概要
旧警察法施行で、従来の兵庫県警察部が解体され、1948年（昭和23年）3月7日に加古郡加古川町を管轄区域とする加古川町警察署、加古川町公安員会が設置された。1950年（昭和25年）の加古川市設置により、7月15日に加古川市警察、加古川市公安員会と改称し、加古川市を管轄区域とした。1951年（昭和26年）10月に加古郡別府町の合併時に加古川市警察本部、加古川市別府町警察署を設置した。
その後、1954年（昭和29年）に、旧警察法が全面改正される形で新警察法が公布された。これにより国家地方警察と自治体警察が廃止され、新たに都道府県警察として兵庫県警察本部が発足。加古川市警察も兵庫県警察に統合され、姿を消した。

## 組織
1951年（昭和26年）時点
- 総務課
- 警備課
- 捜査課
- 警ら交通課

### 職員
1951年（昭和26年）時点

　警視1名、警部2名、警部補7名、部長12名、巡査54名

## 警察署
1951年（昭和26年）時点
- 加古川警察署（加古川市加古川町寺家町）
- 別府警察署（加古川市別府町）